# Continental Army
L’armée continentale (en anglais : Continental Army) est le nom donné aux troupes des treize colonies américaines, placées sous commandement unique, celui de George Washington, et qui combattent l'Empire britannique pendant la guerre d'indépendance des États-Unis. Le Congrès continental crée cette armée le 14 juin 1775 et la dissout en 1783 après la signature du traité de Paris. Le Congrès des États-Unis la remplace cette même année par l’Armée des États-Unis.

## Histoire

### Avant la guerre d'indépendance

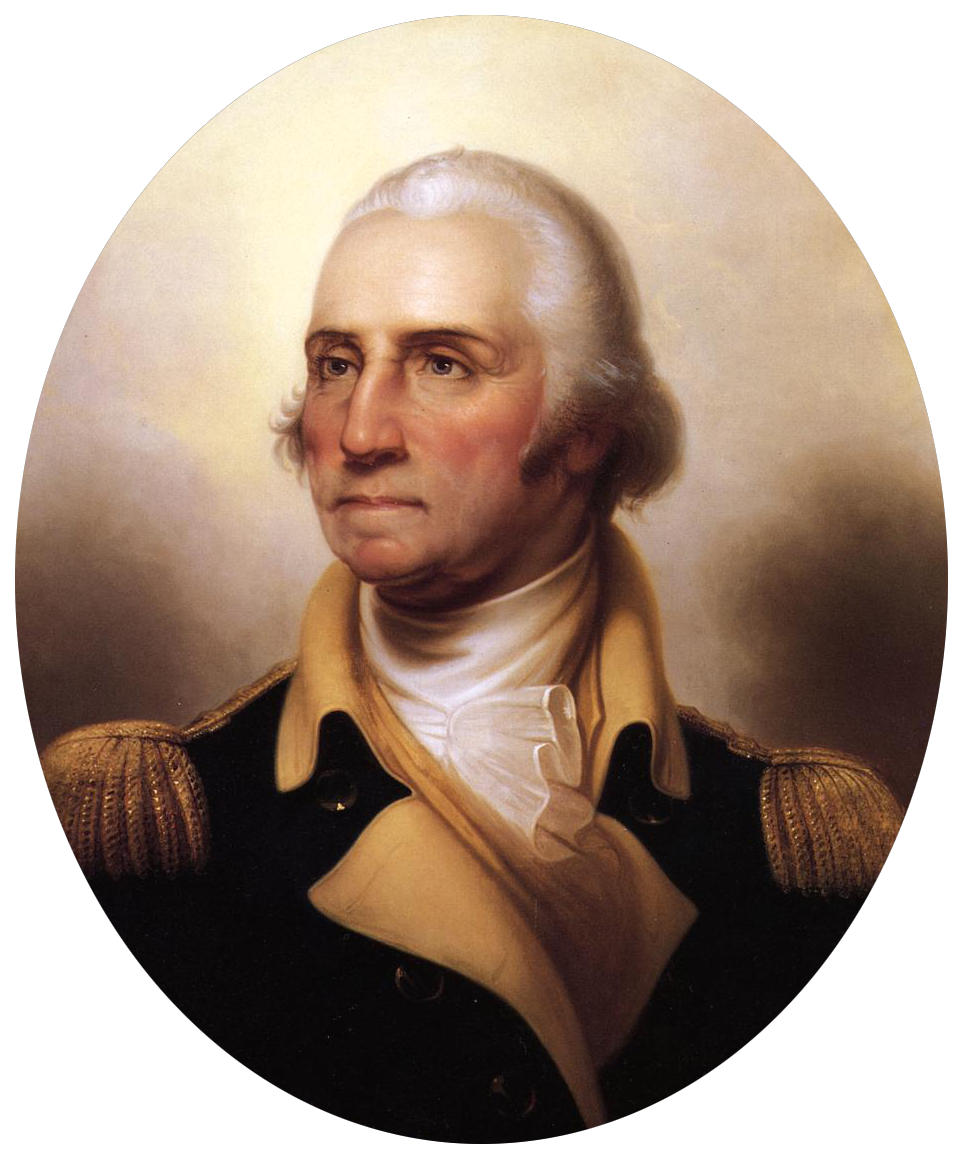
George Washington

Lorsque la guerre d'indépendance américaine éclate en avril 1775, les colons ne disposent pas d’armée organisée. Chacune des treize colonies a sa milice, composée de citoyens volontaires, qui assurent la défense locale. Après le vote des Intolerable Acts par le Parlement britannique, les insurgents commencent à réformer le système des milices et se préparent à un conflit avec leur métropole. Certains colons comme Richard Henry Lee proposent alors de créer une milice nationale mais le Premier Congrès continental finit par en rejeter l'idée.

### Fondation (1775)
Après la bataille de Lexington et Concord (19 avril 1775), des milliers de miliciens se rassemblent autour de Boston pour établir le siège de la ville où se concentrent les forces britanniques. Le 7 juin 1775, le Second Congrès continental décide de mettre en place une armée continentale afin d’assurer la défense commune des colonies. Cette armée de la Nouvelle-Angleterre, placée sous contrôle du Congrès Continental constitue l'embryon de la future armée fédérale. Au milieu du mois de juin 1775, elle comptait 15 000 Américains contre 6 500 Britanniques retranchés à Boston.
Le 15 juin, l’assemblée choisit George Washington pour commander cette armée. Il prend officiellement ses fonctions le 3 juillet suivant. Une marine est également constituée. Quatre majors-généraux (Artemas Ward, Charles Lee (général), Philip Schuyler, Israel Putnam) et huit brigadiers-généraux (Seth Pomeroy, Richard Montgomery, David Wooster, William Heath, Joseph Spencer, John Thomas, John Sullivan, Nathanael Greene) sont également désignés.

### Évolution
Alors que les prérogatives du Congrès continental s’accroissaient, l’armée fut l’objet de nombreux débats parmi les représentants : un grand nombre d’entre eux exprimait leur aversion vis-à-vis d’une armée permanente ; mais d’un autre côté, la guerre contre l'armée britannique nécessitait un minimum d’organisation et de discipline.
Les soldats de l’armée continentale étaient des citoyens qui s’étaient engagés de manière volontaire pour une période variant d’une à trois années, et qui étaient payés. Le turnover fut un élément de faiblesse pour les forces américaines, en particulier durant l’hiver 1776-1777. Il était de la responsabilité de chaque État d’assurer la logistique de l’armée.
En 1775, l’armée était composée des soldats de la Nouvelle-Angleterre, répartis en trois divisions par George Washington. Philip Schuyler avait la charge des dix régiments qui envahirent le Canada (voir Invasion du Canada (1775)). En 1776, l’armée continentale fut réorganisée : on tenta de recruter des hommes au-delà du Nord-Est, sans grand succès. En 1777-1780, le Congrès vota la résolution 88 afin que chaque État contribue à l’envoi de soldats, proportionnellement à son importance démographique. Washington fut autorisé à lever 15 nouveaux bataillons pour faire face aux renforts envoyés par la Grande-Bretagne. Le contrat d’engagement fut allongé à trois ans, voire jusqu’à la fin de la guerre. L’armée continentale connut ses heures les plus difficiles en 1781-1782 lorsque le Congrès ne put plus payer les soldats et que ces derniers se mutinèrent en Pennsylvanie et dans le New Jersey. Après le traité de paix signé à Paris en 1783, l’armée continentale fut dissoute pour être remplacée par l'United States Army.

## Effectifs

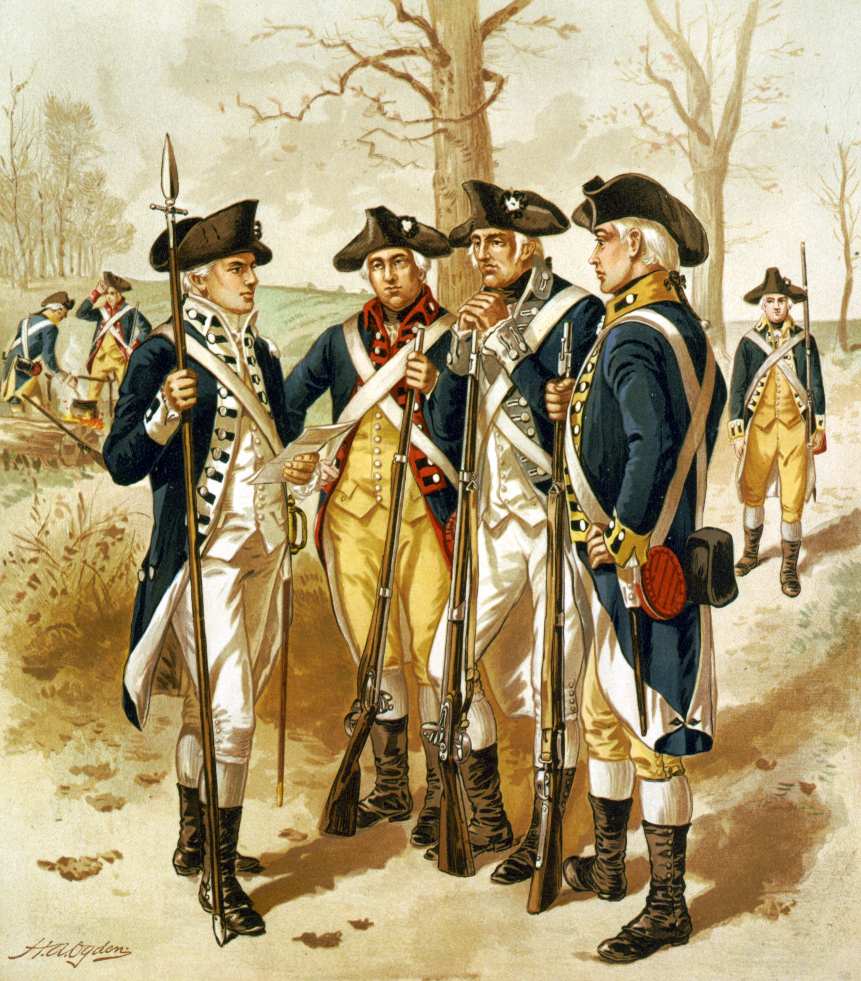
Soldats de l'armée continentale

Vers 1778, les insurgés n'ont qu'une petite armée de 5 000 hommes et l'essentiel des forces repose sur des milices.  Bien que plus de 250 000 hommes servirent du côté américain, l'armée ne dépassa jamais 90 000 hommes, et Washington n'en commanda directement pas plus de 17 000. De plus, cette armée américaine est moins bien organisée que l'armée britannique : elle est moins disciplinée, subit de nombreuses désertions, et la solde reste aléatoire.